# Monika Jančová
Monika Jančová (Vlašim, Checoslovaquia, 19 de marzo de 1992) es una deportista checa que compite en piragüismo en la modalidad de eslalon.
Ganó cuatro medallas en el Campeonato Mundial de Piragüismo en Eslalon, entre los años 2013 y 2017, y cuatro medallas en el Campeonato Europeo de Piragüismo en Eslalon entre los años 2014 y 2017.

## Palmarés internacional
| Campeonato Mundial | Campeonato Mundial             | Campeonato Mundial | Campeonato Mundial |
| Año                | Lugar                          | Medalla            | Competición        |
| ------------------ | ------------------------------ | ------------------ | ------------------ |
| 2013               | Praga (República Checa)        | Medalla de plata   | C1 por equipos     |
| 2014               | Deep Creek (Estados Unidos)    | Medalla de oro     | C1 por equipos     |
| 2015               | Londres (Reino Unido)          | Medalla de plata   | C1 por equipos     |
| 2017               | Pau (Francia)                  | Medalla de bronce  | C1 por equipos     |
| Campeonato Europeo |                                |                    |                    |
| Año                | Lugar                          | Medalla            | Competición        |
| 2014               | Viena (Austria)                | Medalla de bronce  | C1 por equipos     |
| 2015               | Markkleeberg (Alemania)        | Medalla de plata   | C1 por equipos     |
| 2016               | Liptovský Mikuláš (Eslovaquia) | Medalla de plata   | C1 por equipos     |
| 2017               | Tacen (Eslovenia)              | Medalla de bronce  | C1 por equipos     |